# 흥아관음·순국칠사지비 폭파사건

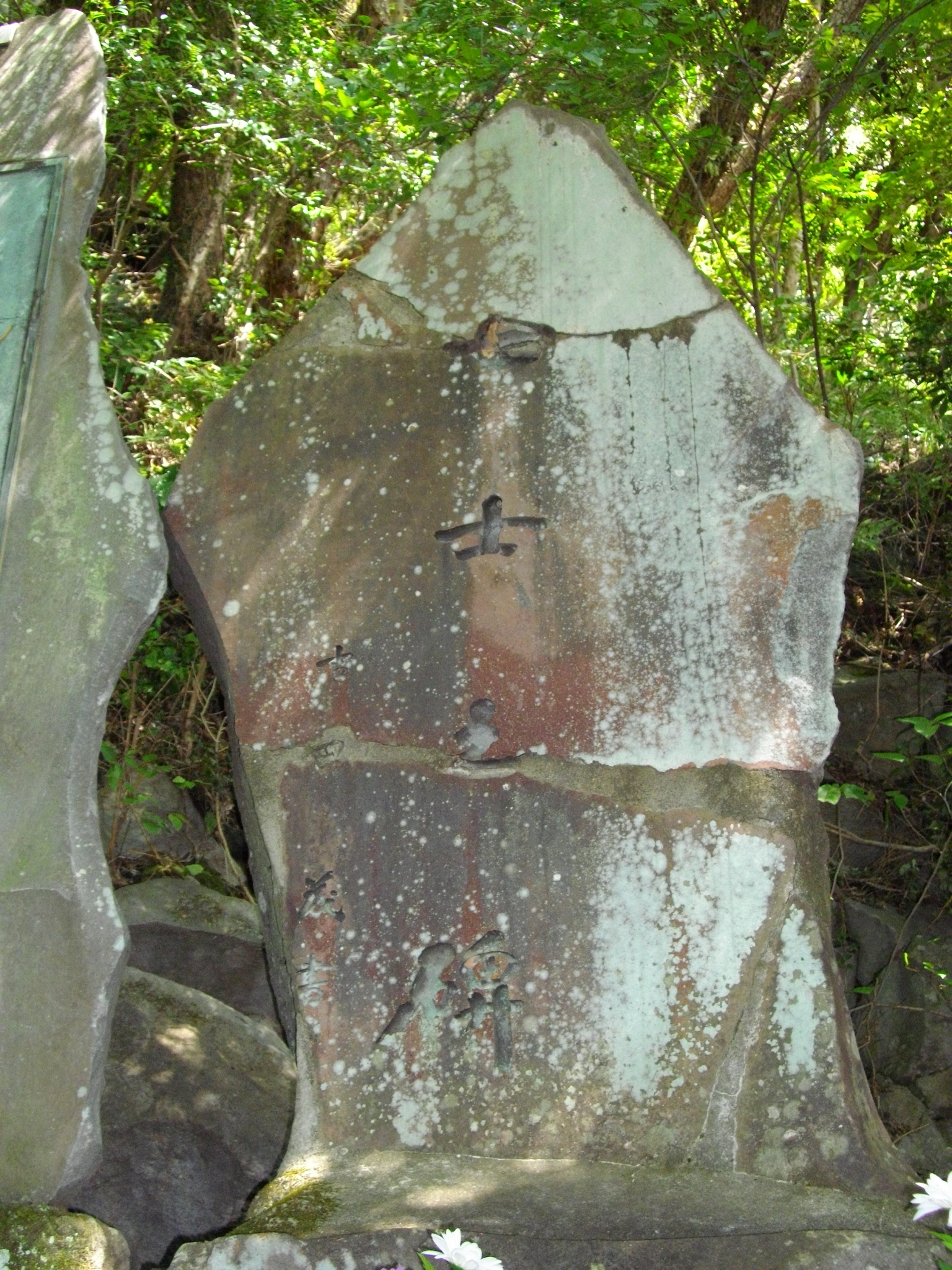
현재의 순국칠사지비. 이 사건으로 폭파되어 손상된 부분에 시멘트를 땜질한 것을 볼 수 있다.

흥아관음·순국칠사지비 폭파사건(일본어: 興亜観音・殉国七士之碑爆破事件 고아칸논준코쿠시치시노히바쿠하지켄[*])은 1971년 12월 12일 발생한 폭탄테러사건이다. 후에 동아시아 반일무장전선이 되는 무리가 일으킨 최초의 사건이었다. "동아시아 반일무장전선"이라는 명칭이 정해진 것은 1972년 말의 일이지만 본 항목에서는 편의상 "동아시아 반일무장전선"이라고 소급하여 호칭한다.
동아시아 반일무장전선은 본격적 폭탄테러활동의 전단계로서 자신들의 폭탄제조기술을 시험함과 아울러 "일본제국주의"의 상징이 되는 것을 폭파해 보기로 했다. 이 사건의 표적이 된 흥아관음은 난징대학살의 장본인으로 알려진 마쓰이 이와네 육군대장이 세운 관음보살상이었으며, "순국칠사지비"는 마쓰이를 비롯한 A급 전범 사형수 7인을 모시는 비석이었다. 이런 관계로 표적이 되었다.
1971년 10월경부터 준비를 하던 와중, 10월 24일 공산주의자동맹 봉기파에 의한 도내 연속파출소폭파사건이 발생했다. 반일전선은 자신들 외에도 폭탄투쟁을 벌이는 그룹이 있다는 데 고무되었지만 경찰이 계업태세를 취하면서 행동을 취하기 어려워졌다.
그래서 어느 정도 시간이 흐른 12월 12일, 다이도지 마사시, 가타오카 도시아키, F모 3명은 파이프 폭탄과 소화기 폭탄을 가지고 현지에 직행, 흥아관음상에는 파이프 폭탄을, 순국칠사지비에는 소화기 폭탄을, 그리고 그 사이의 "대동아전 순국전사 1088영위 공양비"에도 파이프 폭탄을 장착, 오후 10시에 폭발하도록 장치했다. 순국칠사지비의 파괴에는 성공했지만 흥아관음상에 설치된 폭탄은 불발했고, 공양비는 약간 손상되는 데 그쳤다.
사건 직후에는 연속파출소폭파사건에 주목이 쏠렸기 때문에 이 사건은 그다지 잘 알려지지 않았다. 이후 동아시아 반일무장전선이 검거된 뒤 그들의 첫 범행으로 알려져 비로소 주목받았다.

## 참고 자료
- 松下竜一　『狼煙を見よ : 東アジア反日武装戦線“狼”部隊』
- 『戦後ニッポンを読む』　読売新聞社、1997年、ISBN 4-643-97116-9
- 『松下竜一その仕事22』　河出書房新社、2000年、ISBN 4-309-62072-8